# Combate

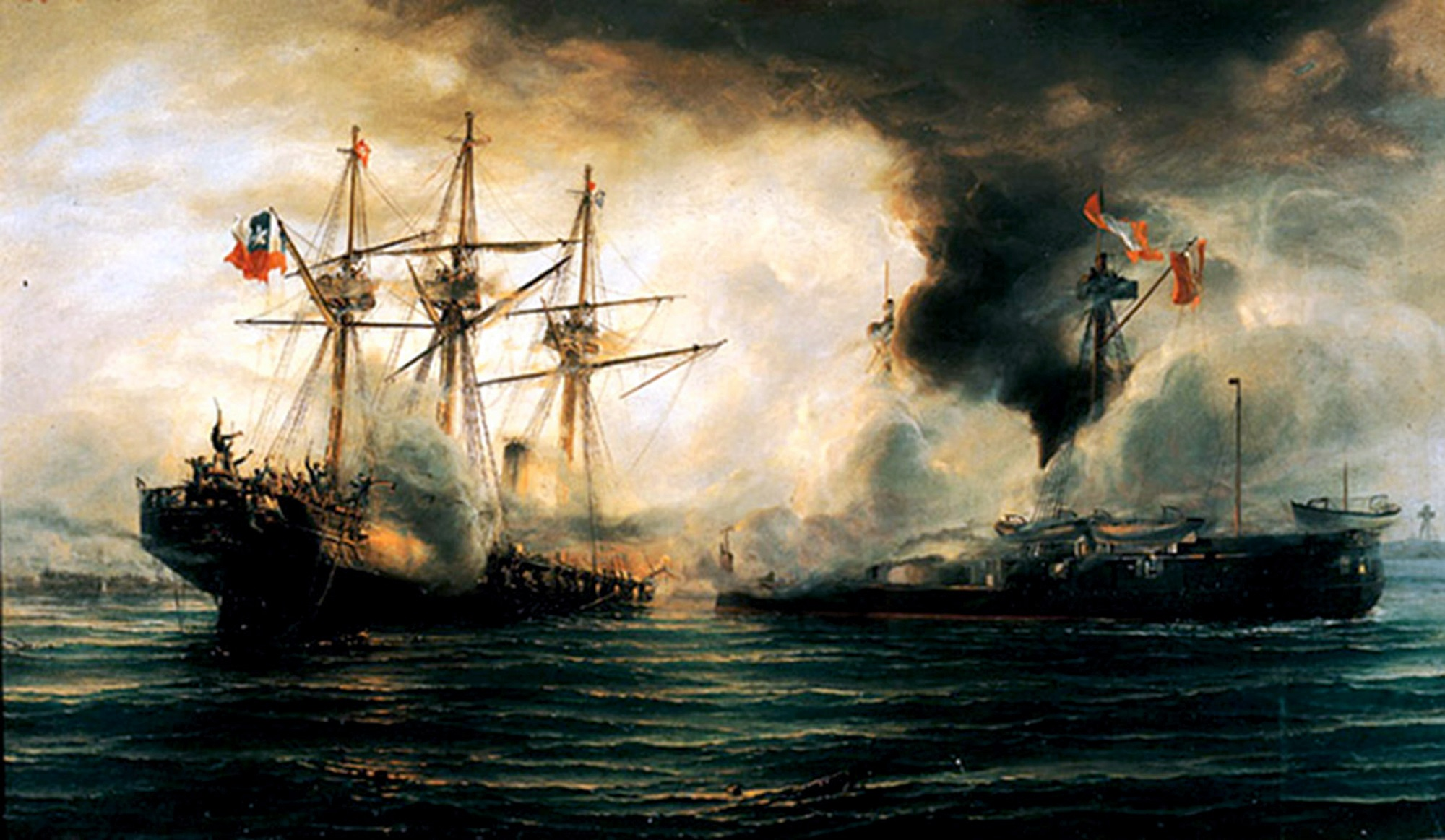
Combate naval de Iquique del 21 de mayo de 1879 - óleo de Thomas Somerscales, siglo XIX.

El combate, lucha, riña, contienda, pendencia, pugna, pelea, lid o reyerta, es un conflicto violento intencional destinado a establecer su dominio sobre el oponente y eso se usa hasta la actualidad para matar personas. 
El término "combate" por lo general se refiere a los conflictos armados o bélicos entre las fuerzas militares en la guerra, mientras que el término más general "lucha" puede referirse a cualquier conflicto violento entre individuos o naciones. 
La violencia del combate puede ser unilateral, mientras que la lucha implica al menos una reacción defensiva. Sin embargo, los términos suelen utilizarse como sinónimos, junto con el término "pelea". Una lucha a gran escala se conoce como una batalla.
Un combate puede tener un determinado conjunto de reglas o no estar regulado. Ejemplos de reglas incluyen los Convenios de Ginebra (que abarca el tratamiento de los soldados en la guerra), la caballería medieval, las normas del Marqués de Queensberry (que cubren el boxeo) y varias formas de deportes de combate.
El combate en la guerra incluye dos o más organizaciones militares opuestas, por lo general la lucha entre las naciones en guerra (aunque la guerra de guerrillas y la supresión de la insurgentes pueden quedar fuera de esta definición). La guerra entra bajo las leyes de la guerra, que rigen sus objetivos y conductas, y protegen los derechos de los soldados y los no combatientes.
El combate puede ser armado o sin armas. El combate cuerpo a cuerpo es un combate de muy corto alcance, en el que se ataca al oponente con el cuerpo (dando puñetazos, pateando, estrangulando, etc.) o con a armas blancas (cuchillos, espadas, bastones, etc.), a diferencia del combate de largo alcance.

## Historia
Desde que existen seres vivos lo suficientemente avanzados como para dañar intencionalmente a otros, ha habido peleas. Las luchas por recursos, parejas reproductivas, territorios, etc. son una parte esencial de la evolución. Sin embargo, entre los animales más desarrollados (por ejemplo, los primates), se desarrollaron métodos cada vez más sofisticados para evitar o resolver pacíficamente la agresión (comportamiento social ), como por ejemplo: batallas no letales por la zona, gestos de sumisión, expresiones de afecto, etc.
Los humanos, a través de su inteligencia, han desarrollado tácticas y estrategias más avanzadas para conducir las batallas actuando de forma organizada y aplicando un esfuerzo cada vez mayor para conseguir una ventaja. Para motivar a las personas a participar en los conflictos, se han desarrollado técnicas de propaganda cada vez más sofisticadas que utilizan ideologías y emocionalizaciones como imágenes enemigas o justificaciones religiosas. La tecnología armamentista se volvió cada vez más desarrollada y sofisticada, al igual que los métodos psicológicos para desmotivar al enemigo.
Los humanos también desarrollaron soluciones más civilizadas a (potenciales) conflictos, tales como: por ejemplo el uso de tribunales, mercados y otras instituciones o política y diplomacia. Se dice que los grandes ejércitos y arsenales sirven más para evitar guerras (por ejemplo, mediante un vacío de poder) que para librarlas. Una fuerza policial fuerte puede tener un propósito similar. Una escalada de una disputa inicialmente civilizada a una violenta es y siempre ha sido posible.
El orden mundial cristiano de la Edad Media europea con su utopía de renuncia a la violencia, por un lado, y cierta tolerancia a la transgresión de las normas, por el otro (perdón de los pecados), ha conducido al actual monopolio estatal de la violencia. Su objetivo es prevenir el vigilantismo y basar cada lucha en reglas o procedimientos. Este desarrollo desde el siglo XIII/XIV, en el siglo XIX, el sociólogo Norbert Elias examinó esto en su obra principal "Sobre el proceso de civilización". Se preguntaba cómo el duelo entre los barones ladrones medievales podía convertirse en un duelo aristocrático claramente regulado cuando la nobleza ya no vivía dispersa sino cada vez más reunida en grandes cortes. A partir de esto, Elías intentó comprender por qué las normas de tránsito funcionaron en las principales ciudades del siglo XX sin dar lugar a discusiones constantes entre los involucrados.
Desde el siglo XVIII (en Gran Bretaña desde la Revolución Gloriosa, en Europa continental esencialmente solo después de la Revolución Francesa), los deportes modernos se han desarrollado gradualmente en el mundo occidental y en Japón, también desde el siglo XVIII, las artes marciales modernas como el Kendō, es decir, formas pacíficas de lucha.
La Revolución Americana de 1776 inició la fundación de sistemas sociales que principalmente equilibran los intereses internamente utilizando medios democráticos. Sin embargo, esta revolución y las revoluciones posteriores en Europa no resolvieron todos los conflictos sociales a largo plazo, lo que condujo a movimientos sociales a veces de orientación militante, que hoy todavía tienen el derecho, especialmente en forma de sindicatos institucionalizados modernos. a. organizar conflictos laborales para hacer valer los intereses de sus miembros ante sus empleadores. Por regla general, hoy en día este tipo de luchas no son violentas , pero los oponentes se causan daños materiales entre sí mediante paros laborales y cierres patronales. En Estados Unidos y Sudáfrica, los movimientos sociales incluso tuvieron que garantizar la igualdad para personas de diferentes colores de piel. En sus inicios, estos movimientos modernos a menudo se dividen durante un tiempo en una parte que practica la no violencia o la máxima desobediencia civil y una parte que es al menos retóricamente violenta.

## Combate verbal
Estructuras de los actos de habla relacionados con el intercambio verbal y físico de los tiempos antiguos también se conservan en la actualidad, así como los patrones de los actos de habla empleados en un intercambio verbal son un fenómeno en los textos históricos y modernos por igual. A pesar de que las convenciones cambian con el tiempo y de una cultura a las demás, los rituales parecen ser parte del inventario básico de uso del lenguaje, por lo que es muy común encontrar similitudes entre los individuos de diferentes culturas en la manera de participar en un duelo verbal. El combate verbal puede resultar en el combate físico después de un cierto punto.

## Combate militar
El combate moderno ha evolucionado significativamente durante el último siglo, moldeado por los avances tecnológicos, los cambios en los paisajes geopolíticos y la necesidad de abordar amenazas diversas. Las modalidades de la guerra moderna abarcan una combinación de enfoques tradicionales y no convencionales, impulsados por la integración de equipos de vanguardia, tácticas innovadoras y estrategias adaptativas. 

### Modalidades del Combate Moderno
El combate moderno se caracteriza por su naturaleza multidimensional, que incluye la guerra convencional, la guerra asimétrica, la guerra cibernética y la guerra híbrida.
- Guerra Convencional

Esto implica un conflicto entre estados utilizando fuerzas militares organizadas. La guerra convencional se basa en principios establecidos de enfrentamiento, incluyendo frentes de batalla definidos y operaciones a gran escala que involucran infantería, vehículos blindados, artillería y apoyo aéreo. A pesar de su naturaleza tradicional, la guerra convencional ha integrado tecnologías avanzadas, como municiones guiadas con precisión y sistemas de campo de batalla en red, para mejorar la eficiencia y minimizar el daño colateral. Ejemplos recientes incluyen el uso de cohetes HIMARS en conflictos contemporáneos.
- Guerra Asimétrica

La guerra asimétrica ocurre cuando un oponente más débil utiliza métodos no convencionales para contrarrestar a un adversario más fuerte. Esto a menudo implica tácticas de guerrilla, sabotaje y operaciones de insurgencia. Los actores no estatales y las organizaciones terroristas emplean la guerra asimétrica para explotar vulnerabilidades, atacando infraestructura crítica, poblaciones civiles y objetivos blandos. Ejemplos incluyen los ataques con artefactos explosivos improvisados (IED) en regiones de conflicto como Afganistán.
- Guerra Cibernética

Un dominio relativamente nuevo, la guerra cibernética implica ataques a la infraestructura digital para interrumpir, deshabilitar o manipular sistemas críticos. Esto incluye hackeos, despliegue de malware y ataques de denegación de servicio. Las naciones y los actores no estatales participan en operaciones cibernéticas para socavar la estabilidad económica, robar información sensible o debilitar capacidades militares. Un ejemplo conocido es el virus Stuxnet, diseñado para sabotear instalaciones nucleares en Irán.
- Guerra Híbrida

La guerra híbrida combina tácticas convencionales, asimétricas y cibernéticas para crear un enfoque multifacético. Implica una mezcla de operaciones militares, campañas de desinformación, presión económica y guerras de poder.
Las acciones de Rusia en Ucrania, incluyendo el uso de soldados "sin insignias" y ciberataques, ejemplifican esta modalidad, destacando la importancia de las operaciones psicológicas y la propaganda.

### Equipamiento de Combate Moderno
Los avances en tecnología han transformado las herramientas utilizadas en el combate moderno, con un enfoque en la precisión, la supervivencia y la adaptabilidad. Las categorías clave del equipamiento de combate moderno incluyen:
- Equipo Personal

Los soldados ahora utilizan chalecos antibalas avanzados con placas de cerámica y cascos ligeros fabricados con materiales como Kevlar. Además, los exoesqueletos, como el proyecto TALOS desarrollado por el Departamento de Defensa de EE.UU., aumentan la fuerza y resistencia del combatiente. Las gafas de visión nocturna, como las AN/PVS-31 utilizadas por fuerzas especiales, permiten operar eficazmente en condiciones de poca luz o ambientes adversos.
- Armas de Fuego y Sistemas de Armamento

Las armas modernas incluyen rifles de asalto modulares como el HK416, que permite adaptaciones rápidas según las necesidades del entorno. Las balas guiadas, como las utilizadas en sistemas de francotirador avanzados, garantizan alta precisión a largas distancias.
- Vehículos Blindados

Los tanques modernos, como el Leopard 2 y el M1 Abrams, están equipados con sistemas de protección activa (APS) que interceptan proyectiles antes de que impacten. Los vehículos terrestres autónomos, como el MUTT (Multi-Utility Tactical Transport), permiten transportar suministros en terrenos difíciles sin exponer a los soldados.
- Plataformas Aéreas

Los drones, como el Bayraktar TB2, han demostrado ser cruciales para el reconocimiento y ataques de alta precisión en conflictos recientes. Los aviones furtivos de quinta generación, como el F-35, están diseñados para evitar la detección por radar mientras llevan a cabo misiones de combate y reconocimiento.
- Activos Navales

Las fragatas multipropósito, como la clase FREMM, están equipadas con sistemas avanzados de misiles antiaéreos y antisubmarinos. Los submarinos nucleares, como los de la clase Virginia, ofrecen capacidades de sigilo y disuasorios estratégicos.
- Herramientas de Guerra Cibernética y Electrónica

Los dispositivos de interferencia, como los sistemas ALQ-99, interrumpen las comunicaciones enemigas y los radares. Los sistemas de ciberseguridad avanzada protegen las redes militares y gubernamentales de ataques constantes.

### Tácticas de combate moderno
Las tácticas en el combate moderno han evolucionado para abordar la complejidad de los conflictos contemporáneos. Estas tácticas enfatizan la flexibilidad, la rapidez y la integración de múltiples dominios.
- Guerra urbana

Los conflictos modernos a menudo ocurren en áreas urbanas densamente pobladas. En estas condiciones, el uso de drones pequeños para reconocimiento y sistemas de entrada forzada, como explosivos dirigidos, son clave. El combate a corta distancia (CQC) es fundamental, con equipos entrenados para maniobrar en espacios confinados.
- Guerra centrada en redes

La guerra centrada en redes (NCW) conecta fuerzas terrestres, aéreas, marítimas y cibernéticas mediante datos en tiempo real. Sistemas como el Link 16 permiten compartir información crítica entre unidades aliadas.
- Operaciones de contrainsurgencia (COIN)

Las operaciones COIN combinan acción militar con el apoyo a las comunidades locales. Ejemplos incluyen programas de reconstrucción liderados por fuerzas militares para ganar apoyo popular en zonas de conflicto. El uso de inteligencia humana (HUMINT) es esencial para identificar amenazas insurgentes.
- Mando descentralizado

Este enfoque otorga mayor autonomía a las unidades en el campo, mejorando la adaptabilidad en situaciones cambiantes. Ejemplo: los grupos de operaciones especiales operan con gran independencia mientras cumplen objetivos estratégicos.
- Uso de Fuerzas Especiales

Las fuerzas especiales, como los Navy SEALs o el SAS británico, realizan misiones de alto riesgo. Estas incluyen incursiones tras las líneas enemigas, eliminación de objetivos clave y rescates.
Las unidades especiales no convencionales actúan de forma más encubierta y clandestina. Esto significa que, aunque también tienen las capacidades de guerra de comando clásica, normalmente no operan según los principios tácticos de la infantería regular. Sus patrones de despliegue se parecen más a los de los servicios de inteligencia . Esto significa que también pueden utilizarse “encubiertos” y sin uniforme. Su formación va mucho más allá del ámbito de una unidad de mando clásica, ya que estas unidades no sólo atienden a perfiles mucho más operativos, sino que también están capacitadas lingüística y culturalmente para poder trabajar en el área operativa y adaptarse a las circunstancias allí.